# Polský kulatý stůl

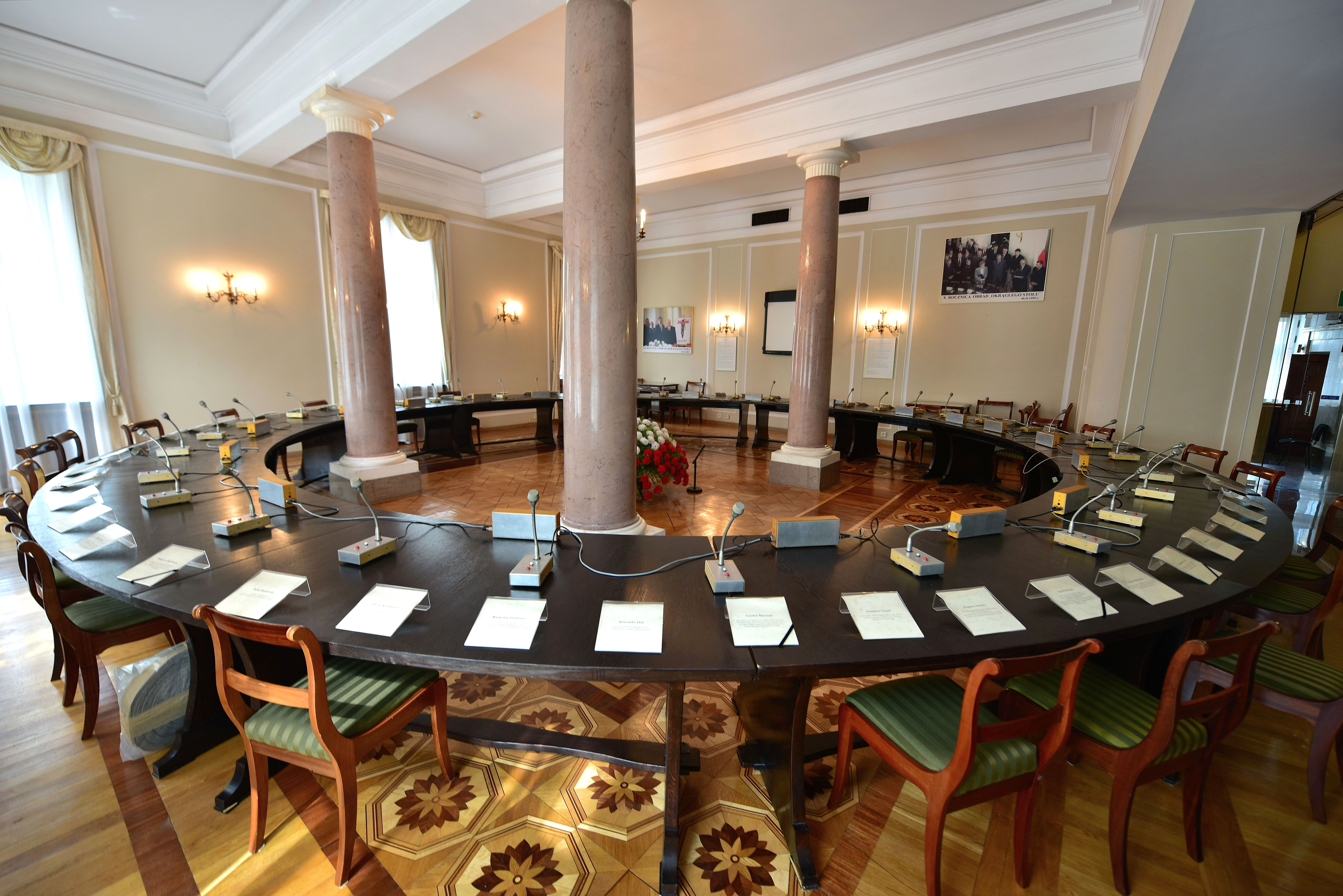
Originál kulatého stolu, dnes v Prezidentském paláci ve Varšavě

Polský kulatý stůl je označení pro jednání mezi komunistickou elitou a opozicí na konci komunistického režimu v Polsku. Jednání probíhala mezi 6. únorem a 5. dubnem 1989. Jádrem opozice byla do té doby zakázaná odborová organizace Solidarita (Solidarność).

## Průběh
První kontakty mezi vládními silami a opozicí začaly v září 1988, kdy se po vlně stávek v hornoslezských dolech a podnicích tajně sešel lídr Solidarity Lech Wałęsa s polským ministrem zahraničí Czesławem Kiszczakem. Na této schůzce byla série jednání u kulatého stolu dohodnuta. Jednání od února 1989 se pak konala v kanceláři Rady ministrů. Společně jim předsedali Wałęsa a Kiszczak. Polští komunisté (Polská sjednocená dělnická strana), vedeni stále ještě generálem Jaruzelským (který se však schůzek neúčastnil, byť o nich byl zpraven), doufali, že by mohli napětí ve společnosti snížit kooptací předních vůdců opozice do vlády, aniž by provedli zásadní změny ve struktuře politické moci. Ve skutečnosti však kulaté stoly - reagující též na měnící se situaci mezinárodní – nakonec radikálně změnily polskou společnost a byly jedním z klíčových hybatelů pádu komunismu v Evropě. Dohoda podepsaná 4. dubna především počítala s uspořádáním voleb v létě 1989, jichž se bude moci prvně od druhé světové války zúčastnit i opozice, byť volby měly obsadit jen 35 procent křesel Sejmu. Tento bod se ukázal nakonec klíčovým, neboť drtivé vítězství Solidarity v těchto letních volbách dalo do pohybu proces demontáže komunistického režimu (Solidarita získala 99 % všech křesel v Senátu a všech 35 % uvolněných křesel v Sejmu).

## Výsledky
Dohoda ze 4. dubna měla i další důležité součásti: povolení nezávislých odborů, dohoda o zřízení úřadu prezidenta, který bude volen lidmi na šest let a bude předsedat vládě (čímž padne rozhodující role generálního tajemníka komunistické strany) a zřízení druhé komory parlamentu, Senátu, do níž bude volba plně demokratická. Kulatých stolů se zúčastnila řada důležitých osobností, která v postkomunistické éře (tzv. třetí republice) později sehrála významnou roli. Na straně opozice to byli krom Wałęsy například velitel povstání ve varšavském ghettu a kardiolog Marek Edelman, budoucí ministr zahraničí Bronisław Geremek, Jarosław a Lech Kaczyńští, jež v budoucnu založili stranu Právo a spravedlnost a způsobili „konzervativní obrat“ v polské politice, zakladatel Výboru na obranu dělníků Jacek Kuroń, budoucní první postkomunistický premiér Tadeusz Mazowiecki a další budoucí premiér Jan Olszewski nebo budoucí šéfredaktor deníku Gazeta Wyborcza Adam Michnik. Na straně komunistů se zúčastnili hned tři budoucí premiéři za Svaz demokratické levice: Józef Oleksy, Włodzimierz Cimoszewicz a Leszek Miller, a také jeden budoucí prezident, Aleksander Kwaśniewski.